# Guido A. Zäch

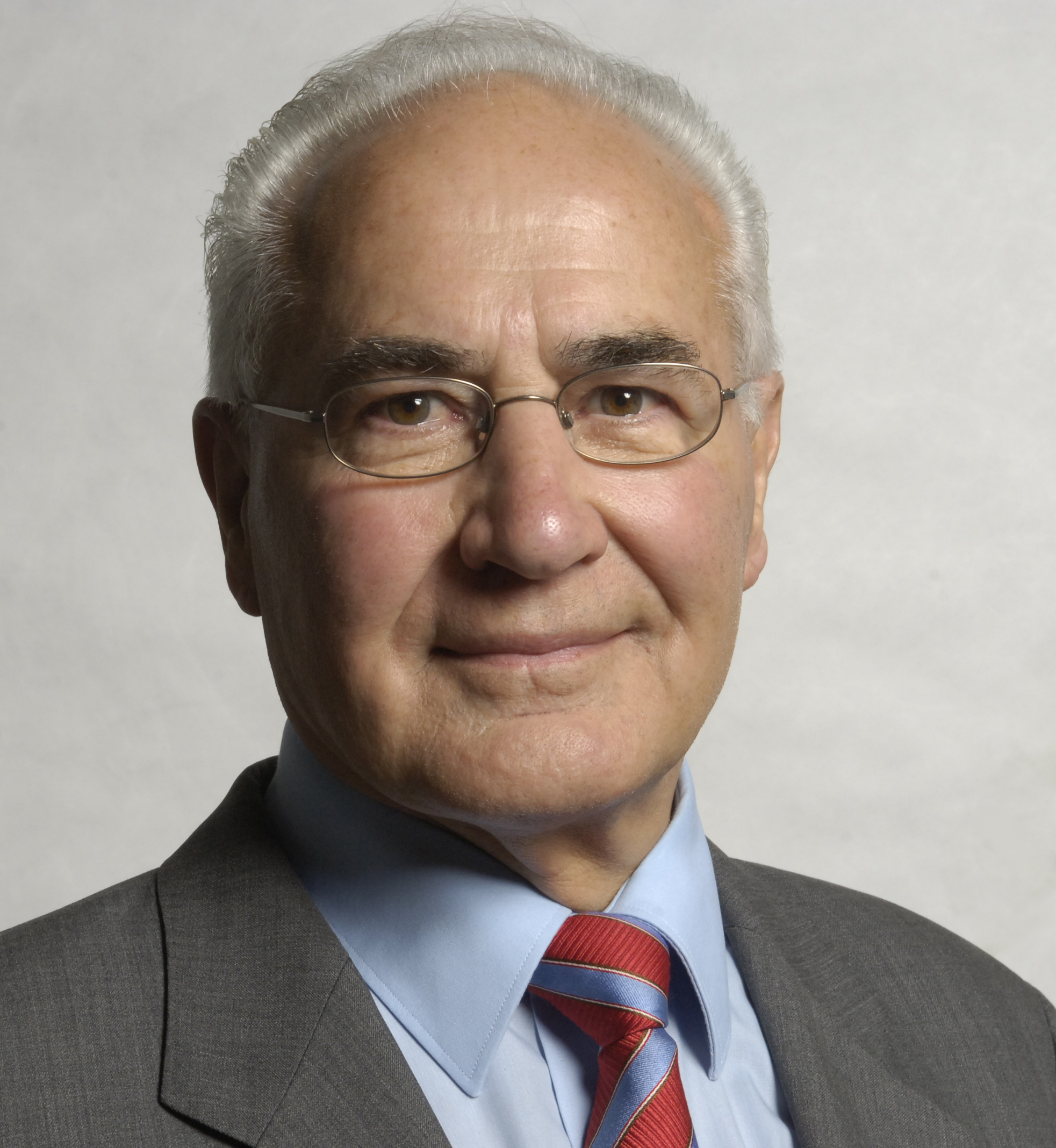
Guido A. Zäch (2007)

Guido Alfons Zäch (* 1. Oktober 1935 in Häggenschwil, Kanton St. Gallen), heimatberechtigt in Oberriet, ist ein Schweizer Arzt und Politiker. Auf ihn geht das Konzept der ganzheitlichen Rehabilitation von Querschnittgelähmten zurück. Er gehört der Christlichdemokratischen Volkspartei (CVP) an.

## Biografie
Zäch besuchte die Sekundarschule Flade in St. Gallen. Nach der Matura Typ A studierte er an der Universität Freiburg, wo er seither Mitglied der AKV Alemannia und somit des Schweizerischen Studentenvereins ist und schloss schliesslich mit dem medizinischen Staatsexamen an der Universität Basel ab. Danach war Zäch als Assistenz- und Oberarzt am Kantonsspital Basel tätig. Von 1973 bis 1989 war er Chefarzt des Schweizer Paraplegiker-Zentrums in Basel. Landesweite Bekanntheit erlangte er als Gründer, Chefarzt und Direktor des Schweizer Paraplegiker-Zentrums Nottwil und als Gründer und Präsident der Schweizer Paraplegiker-Stiftung. Auf seine Initiative hin entstand auch die Schweizer Paraplegiker-Vereinigung als Selbsthilfeorganisation der Querschnittgelähmten.
Von 1984 bis 1988 war er im Grossen Rat des Kantons Basel-Stadt und gehörte der Spitalkommission an. Von den Wahlen 1999 bis 2003 war er Nationalrat des Kantons Aargau. Zäch wohnt in Zofingen.
2002 erhob die Basler Staatsanwaltschaft Anklage gegen Zäch. Sowohl das Basler Strafgericht als auch das Basler Appellationsgericht verurteilten ihn, letzteres zu 16 Monaten Gefängnis bedingt, wegen mehrfacher Veruntreuung mit einer Schadensumme von 1,4 Millionen Franken. Zäch zog das Urteil ans Bundesgericht weiter, das am 19. März 2007 die Strafe der Vorinstanz bestätigte. Die Stiftungsaufsicht im Eidgenössischen Departement des Innern verlangte darauf von der Paraplegiker-Stiftung Erklärungen, wer die Stiftung künftig führen wird und wie der Rest der insgesamt 1,3 Millionen Schweizer Franken zurückerstattet werden soll. Zäch trat daraufhin per 30. September 2007 aus dem Stiftungsrat zurück. Er wurde zum Ehrenpräsidenten ernannt.
Guido A. Zäch wurde 1988 mit dem Adele-Duttweiler-Preis ausgezeichnet. 1999 erhielt er die Ehrenmedaille der International Medical Society of Paraplegie (IMSOP, heute ISCoS), und im Jahr 1997 verlieh ihm die Universität Freiburg im Üechtland den Ehrendoktortitel Dr. rer. nat. h. c.
2015 verlieh ihm die Gemeinde Nottwil das Ehrenbürgerrecht.
Zäch ist verheiratet und hat sieben Kinder.